# 중간엽 줄기세포
중간엽 줄기 세포는 다분화능을 가진 기질세포(가슴샘이나 골수 등의 기관에서 그 기능을 담당하는 세포나 조직(유조직)에 둘러싸고 지탱하는 세포로 조골세포(뼈 세포), 연골세포, 근육세포, 지방세포(골수 지방 조직을 만드는 지방세포)를 포함한 다양한 세포로 분화할 수 있다.

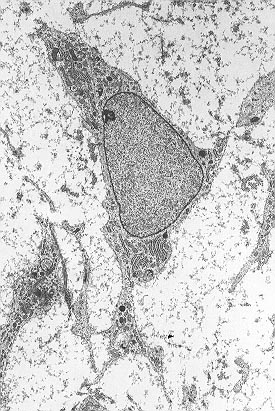
전형적인 초미세구조 특징을 나타내는 중간엽 줄기세포의
투과 전자 현미경 사진.

## 구조

### 정의
중간엽 줄기세포와 골수 기질세포라는 용어는 수 년간 상호 교환적으로 사용되어 왔지만 용어가 충분하게 정의되지 않는다.
- 간충조직은 중배엽에서 유래된 조혈 결합조직으로 조혈 및 결합조직으로 분화되지만 중간엽 줄기세포는 조혈모세포로 분화하지 않는다.[3]
- 기질세포는 조직의 기능세포가 상주하는 지지구조를 형성하는 결합조직세포이다. 이것은 중간엽 줄기세포의 한 기능에 대해서는 정확한 설명이지만 상대적으로 최근에 발견된 조직을 복구하는 중간엽 줄기세포의 역할을 설명하지 못한다.[4]
- 태반,[5] 제대혈, 지방조직, 성인 근육, 각막 기질[6] 또는 아기 유치의 치수와 같은 다른 비골수 조직에서 유래한 다분화능을 가진 세포를 포함한다. 이 세포는 전체 기관을 재구성하는 능력은 없다.
- 수정란이 분열하여 생긴 중배엽에서 분화된 연골, 골조직, 지방조직, 골수의 기질 등에 존재하는 줄기세포이다.

### 형태

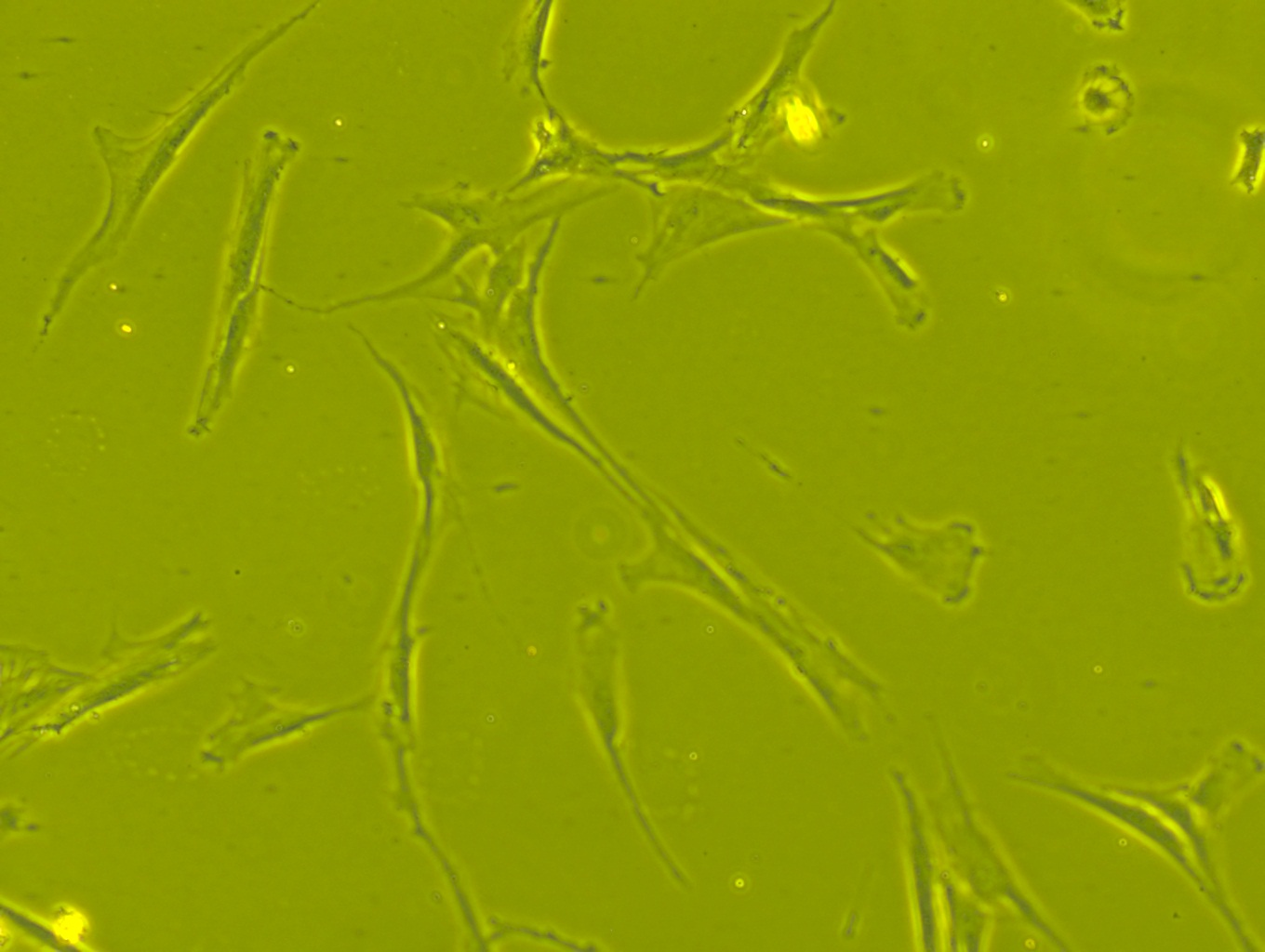
인간의 골수유래 중간엽 줄기세포는 위상차 현미경(carl zeiss axiovert 40 CFL)에서 63x 의 배율로 보이는 섬유아세포와 같은 형태를 보인다.

중간엽 줄기세포는 길고 얇은 몇 가지의 세포법을 가진 작은 세포체가 특징이다. 세포체는 미세하게 분산된 염색질 입자들로 둘러싸인 눈에 잘 띄는 핵소체가 있는 크고 둥근 핵을 포함하고 있어서 핵이 뚜렷한 외관을 가진다. 세포체의 나머지 부분에는 소량의 골지체, 거친 소포체, 미토콘드리아와 폴리리보솜이 들어있다. 길고 얇은 세포는 광범위하게 분산되어 있고 인접한 세포 외 기질에는 적은 수의 망상섬유가 있지만 다른 형태의 콜라겐 섬유는 없다.

## 위치

### 골수
골수는 중간엽 줄기세포의 기존의 공급원이었고, 여전히 가장 많이 사용되고 있다. 이 골수 줄기세포는 혈액 세포의 형성에 기여하지 않으므로 조혈 줄기세포 표지자인 CD34를 발현하지 않는다. 이 세포는 때때로 골수 기질 줄기세포라고 부른다.

### 탯줄
가장 어리고 원시적인 중간엽 줄기세포는 바르톤젤리(사람의 태아에서 볼 수 있는 교양조직)와 제대혈과 같은 탯줄 조직으로부터 얻을 수 있다. 그러나 중간엽 줄기세포는 조혈모세포의 풍부한 원천인 제대혈에 비해서 바르톤젤리에서 훨씬 높은 농도로 발견이 된다. 탯줄은 출생 후에 이용이 가능하고 일반적으로 폐기되고 수집하는데 위험이 없다. 이 중간엽 줄기세포는 원시적인 특징으로 인해 임상 적용을 위한 중간엽 줄기세포의 유용한 출처로 사용이 될 수 있다.

### 지방 조직
지방 조직은 중간엽 줄기세포(또는 지방 유래 중간엽 줄기세포, AdMSC)의 풍부한 공급원이다.

### 어금니 세포
아래턱의 세 번째 어금니의 치아 돌기는 중간엽 줄기세포의 풍부한 원천이다. 이 세포들은 다분화능을 가지는 것으로 설명이 되어 있지만 전분화능을 가질 가능성이 크다. 이 세포들은 결국 에나멜, 상아질, 혈관, 치아 펄프와 신경조직을 형성한다. 또한, 이 줄기세포는 간세포를 형성할 수 있다.

### 양수
줄기세포는 양수 안에도 존재한다. 양수천자 동안 수집된 100개의 세포 중 1개가 전분화능을 가진 중간엽 줄기세포가 된다.

### 말초혈액
말초혈액에 존재하는 중간엽 줄기세포는 논란의 여지가 있다. 몇몇 연구진들은 인간 말초혈액으로부터 중간엽 줄기세포를 성공적으로 분리 시키고, 배양하여서 확장을 시켰다.
호주의 회사인 Cynata는 혈액 세포에서 얻은 유도만능줄기세포로부터 중간엽 줄기세포를 대량 생산할 수 있다고 주장하였다.

## 기능

### 분화능
중간엽 줄기세포는 다분화능을 유지하면서 자가증식하는 능력이 뛰어나다. 이 능력을 확실하게 말할 수 있는 몇 가지 근거가 있다. 다분화능을 확인하는 기본적인 실험은 세포가 조골세포, 지방세포 및 연골세포는 물론 근육세포와 뉴런으로 분화하는가를 보는 것이다. 중간엽 줄기세포는 심지어 뉴런과 같은 세포로도 분화를 하는 것으로 보이지만, 이 중간엽 줄기세포 유래 뉴런이 기능을 하는지의 여부는 확인되지 않았다.
배양이 차별화되는 정도는 개개인에 따라서 다르고 분화가 어떻게 유도되는지 예를 들어 화학적, 메커니즘적분화 유도인지에 따라서 다르고 이 차이가 배양 중의 "진짜" 전구세포의 다른 양에 의한 차이인지 각각 전구세포의 가변적인 분화능력에 따른 차이인지 명확하지 않다. 세포가 자라고 분화할 수 있는 능력은 기증자의 나이와 배양 시간에 따라 감소하는 것으로 알려져있다. 마찬가지로 이것이 중간엽 줄기세포의 수의 감소인지 기존의 중간엽 줄기세포의 변화로 인한 것인지 여부는 알려져 있지않다.

### 면역조절반응
수 많은 연구에서 인간의 중간엽 줄기세포가 이식항원인식(이식된 항원을 자가세포유래 혹은 타세포유래로 나누어 인식하여 적합반응이나 이식거부반응이 나타나게 되는 것)을 피하고 수상돌기세포와 T세포의 기능을 방해하며, 사이토카인을 분비함으로써 국소 면역 억제 미세환경을 만든다는 것을 보여주었다. 다른 연구들은 중간엽 줄기세포 균주의 매우 이질적은 특징과 개발 중인 다양한 방법으로 만들어진 균주 간의 상당한 차이를 모두 반영하여 이러한 발견 중 일부와 모순이 된다.
이 세포는 T 림프구, B 림프구의 활성, 증식을 억제하며, 자연살해세포(natural killer cell, NK cell)의 활성을 억제하고, 수지상세포(dendritic cell)와 대식세포(macrophage)의 기능을 조절하는 면역조절 능력을 가지고 있으므로 동종이식(allotransplantation)과 이종이식(xenotransplantation)이 가능하다.

## 임상적 의의

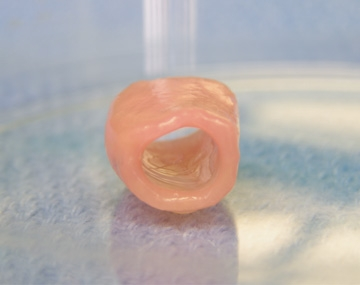
양수의 중간엽 줄기세포에서 만들어진 관 모양의 연골 구조물의 전형적인 외관.

신체의 중간엽 줄기세포는 필요한 경우에 활성화되고 동원될 수 있지만 효율성이 낮다. 예를 들어, 근육에 대한 손상은 매우 느리게 회복이 되지만 중간엽 줄기세포의 작용 메커니즘에 대한 더 많은 연구는 조직회복을 위해 능력을 향상시키기 위한 방법을 제공할 수 있다.

### 자가면역질환
특히 자가면역질환, 이식편대숙주병, 크론병, 다발성 경화증, 전신성 홍반루프스 및 전신성 경화증에 대한 이해를 돕기 위해 중간엽 줄기세포의 효능을 조사한 임상 연구가 예비 개발 단계에 있다. 2017년의 고품질의 임상 연구는 효능의 증거를 제공하지 않으며 수 많은 불일치와 문제가 연구 방법에 존재한다.

### 다른 질환
정맥 이식을 이용한 초기 임상 성공의 대부분은 이식편대숙주병 및 패혈증과 같은 전신 질환에 이르게 되었다. 정맥 주사된 세포가 폐에서 격리되는 "폐 첫 통과 효과"로 인해 혈관 전달이 일어나기 때문에 치료가 필요한 부위에 세포를 직접 주사하거나 배치하는 것이 바람직한 치료법일 수 있다.

### 발견
국제 줄기세포 위원회(international society for cellular therapy, ISCT)에서 결정한 중간엽줄기세포는 배양조건에서 바닥에 부착되어 자라야 한다로 일부 연구자들은 중간엽 줄기세포와 섬유아세포가 기능적으로 동일하다고 주장한다. 또한, 시험관 내에서 조골세포, 지방세포, 연골세포로 분화하는 능력이 있어야 한다. 또한, CD73, CD90, CD105를 발현하고, CD11b, CD19, CD14, CD34, CD45, CD14, CD79 그리고 HLA-DR에 발현하지 않아야 한다.

## 연구

### 배양
현대의 대부분의 세포배양 방법은 여전히 섬유아세포-세포집락형성단위(colony forming unit-fibroblast : CFU-F) 기법을 사용하고 있다. 여기서 전처리하지 않은 골수나 피콜로 처리하여 분리한 단핵세포를 세포배양접시나 플라스크에서 직접 배양한다. 적혈구나 조혈전구세포와 달리 중간엽 줄기세포는 세포 배양 후, 24~48시간이 지나면 배양접시나 플라스크에 부착한다. 그러나 일부 논문에서는 비부착성 중간엽 줄기세포의 세포군을 이야기하기도 했다.
유세포분석에 기초한 연구기법에서는 골수 기질세포에 특이한 표지자 STRO-1을 사용할 수도 있다. 이러한 STRO-1 양성세포는 일반적으로 동질적으로 부착율이 높을 뿐만 아니라 증식력도 강하다. 그러나 STRO-1 양성세포와 중간엽 줄기세포 사이의 차이점에 대해서는 더 많은 연구가 필요한 상황이다. MACS(magnetic activated cell sorting : 자석에 의해서 셀을 분리하는 방법) immunodepletion(항체를 이용하여서 특정 단백질을 제거하는 방법) 기법으로 중간엽 줄기세포를 음성선택인 간접적으로 걸러내는 방법을 사용하기도 한다.
소 태아 혈청 또는 인간 혈소판 용해물을 기본 배지에 보충하는 것은 중간엽 줄기세포 배양에서 일반적으로 사용된다. 중간엽 줄기세포 배양에 혈소판 용해물을 사용하기 전에 병원체의 불활성화 과정을 통해서 병원체 전염을 예방하는 것이 좋다.

### 동결 보존된 중간엽 줄기세포의 임상 시험
연구자들은 해동 후 몇 시간 만에 수혈을 했을 때, 중간엽 줄기세포가 세포 성장의 로그 단계에 있는 중간엽 줄기세포와 비교하였을 때 질환을 치료할 때의 기능이 저하되고 효율이 감소하는 것으로 보인다고 하였다. 그래서 동결 보존된 중간엽 줄기세포는 임상 시험이나 실험적인 치료를 위해 투여하기 전에 체외 배양(in vitro)에서 세포 성장의 로그 단계로 되돌려 보내야한다. 중간엽 줄기세포의 재배양은 세포를 동결하고 해동하는 동안에 받는 충격으로부터 회복을 하는데 도움이 될 수 있다. 신선한 중간엽 줄기세포를 사용한 임상 시험에 비해서 해동 직후의 냉동보존한 중간엽 줄기세포를 이용한 다양한 임상 시험은 실패한 경우가 많다.

### 중간엽 줄기세포의 이용
중간엽줄기세포는 연골, 골조직, 인대, 골수기질 등 다양한 결합조직으로 분화할 수 있는 능력을 가진다. 또한 이러한 구조적 지지 기능 이외에도 면역조절, 억제 기능을 가지고 있어서 염증 반응을 저해하고 조직 재생에 적합한 줄기세포이다.
관절 연골 손상은 관절연골 주변의 변성과 퇴행성 변화가 진행되면서 연골하골(subchondral bone)에 침범하여 관절 염증을 일으켜 일어난다. 혈액이나 골수 등으로부터의 전구세포(progenitor cell) 공급과 관절 연골세포들의 공급이 관절 주위의 기질(matrix)로 둘러싸인 병변으로 이동하기 어려워 적절한 새 관절기질(reparative matrix)을 분비하지 못하기 때문에 일어나는데 이러한 질환은 중간엽 줄기세포를 통해서 연구가 가능하다.
지방조직에서 유래한 지방유래 중간엽줄기세포는 ASC(adipose-derived stem/stromal cell)이나 ADAS(adipose-derived adult stem cell) 등의 이름으로 세분화되며 외상이나, 종양 제거 수술, 화상 등에 의해 생긴 연부조직결손을 치료할 생체 재료 생산에 응용될 수 있어 생체 재료 생산에 이용될 수 있다.
중간엽줄기세포를 뇌실(ventricle)에 주사하면 이들 세포가 전두엽(frontal cortex)과 소뇌(cerebellum)로 이동하고 신경미세섬유(neurofilament)가 생성된다. 이것은 중배엽기원의 세포가 신경조직으로 분화할 수 있다는 증거이며, 이러한 장점으로 뇌손상의 질환인 파킨슨병, 헌팅턴병, 알츠하이머성 치매 등의 퇴행성 신경질환과 척추손상 등에 적용하려는 연구가 활발하게 이루어지고 있다. 간조직처럼 활발히 세포분열이 일어나서 조직손상을 치료하지 못하고 재생이 거의 이루어지지 않는 뇌신경계 질환들은 줄기세포 치료가 매우 효과적인 치료법이 될 수 있다.

## 역사
1924년 러시아 태생의 형태학자 Alexander A. Maximow는 광범위한 조직학적 소견을 이용하여서 다른 유형의 혈액세포로 진행되는 중간엽 내의 전구세포의 한 가지의 유형을 밝혀 내었다.
과학자 Ernest A. McCulloch와 James E. Till은 1960년대에 처음으로 골수세포의 클론의 성질을 밝혀냈다.다분화능을 가진 골수세포의 클론형성 잠재력을 조사하기 위한 ex vivo 분석은 Friedenstein과 동료들에 의해서 1970년대에 보고되었다.  이 분석 시스템에서 기질세포는 섬유아세포-세포집락형성단위(CFU-F)에 의해서 언급이 되었다.
중간엽 줄기세포의 첫 번째 임상시험은 1995년에 15명의 환자들이 배양된 중간엽 줄기세포를 주사하여 치료의 안전성을 시험할 때 완료되었다. 그 이후로 200건이 넘는 임상시험이 시작되었다. 그러나 대부분은 여전히 시험의 안전 단계에 있다.
이후의 실험에서 골수세포의 가소성과 셀의 운명이 환경적인 신호에 의해서 어떻게 결정이 되는지가 밝혀였다. 아스코르브산, 무기 인산염, 덱사메타손과 같은 골 형성 자극 하에서 골수 기질세포를 배양하면 조골세포로의 분화가 촉진될 수 있다. 반대로 TGF-b(transforming growth factor-beta)를 넣으면 연골세포의 표지자를 유도할 수 있다.

## 같이 보기
- 골수
- 결합조직성골화
- 간충조직
- 다분화능
- cord lining
- 골수 지방 조 직
- 배엽에서 유래한 인간의 세포 유형 목록